# Nikeratos
Nikeratos (* um 440 v. Chr.; † 404 v. Chr.) war der Sohn des unglücklichen Athener Feldherrn Nikias, der während des Peloponnesischen Krieges im Jahr 415 v. Chr. auf Sizilien mit dem gesamten athenischen Expeditionskorps, das unter seiner Leitung stand, scheiterte und von den siegreichen Syrakusanern hingerichtet wurde.
Nikeratos erhielt seinen Namen nach seinem Großvater väterlicherseits, der der Familie ein großes Vermögen von etwa 100 Talenten hinterlassen hatte, das vor allem aus dem Ertrag der Silberminen im attischen Laureion stammte, wo sein Vater Nikias Sklaven für sich arbeiten ließ. Der Feldherr Eukrates war der Onkel des Nikeratos.
Nikeratos wurde – wie er uns selbst im Gastmahl des Xenophon berichtet – in altgriechischer Weise aufgezogen, indem ihm vor allem die Kenntnis der Schriften Homers vermittelt wurde, die Nikeratos sogar auswendig lernen musste. Wahrscheinlich ist dies ein Zeichen dafür, dass der Aristokrat Nikias die neue Bildung der Philosophen und Sophisten als unheilvoll ansah und in der Erziehung seines Sohnes das Althergebrachte bevorzugte und starr übertrieb. In Xenophons Gastmahl zeigt sich Nikeratos als stolz auf seine Homer-Kenntnisse. Er soll sogar einmal im Wettstreit der Rhapsoden, also der berufsmäßigen Sänger, öffentlich aufgetreten sein, wobei er allerdings unterlag.
Der Redner Demosthenes beschreibt ihn als von schwacher Konstitution. Sein freundliches, gewinnendes Wesen machte ihn in Athen allgemein beliebt. Er war verheiratet und hatte einen Sohn, den er nach dessen Großvater Nikias benannte.
Nikeratos gehört zu den prominentesten Opfern der Herrschaft der Dreißig Tyrannen. Die von den Spartanern unterstützten Oligarchen töteten ihn 404 v. Chr. im Rahmen ihrer Bemühungen um eine Stabilisierung des von ihnen errichteten Staates, obwohl Nikeratos keine Parteinahme für die oppositionellen Demokraten vorzuwerfen war, nur wegen seines Reichtums. Seine Frau, so berichtet es Hieronymus, entzog sich dabei der Schändung durch freiwilligen Tod.
Der gemäßigt oligarchische Politiker Theramenes erwähnte Nikeratos in seiner Verteidigungsrede, die er hielt, als er selbst 403 v. Chr. von dem Tyrannen Kritias vor das Gericht der Dreißig gestellt worden war. Aus seiner Sicht stellte der Mord an dem allseits geschätzten Nikeratos eine Schandtat und zugleich einen Wendepunkt dar, von dem an notwendigerweise alle gemäßigt denkenden Männer der oligarchischen Regierung entfremdet waren.